# Uhlsport

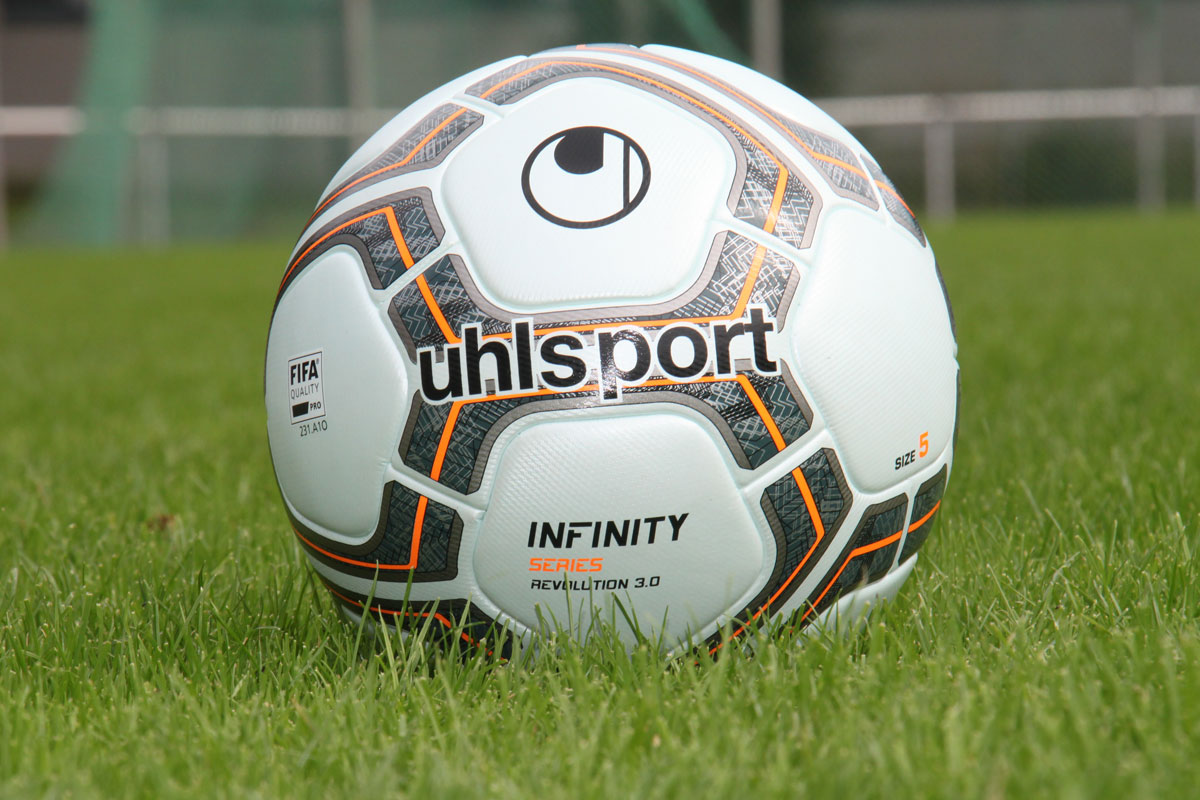
En fotboll från Uhlsport, 2017.

Uhlsport är ett tyskt företag från Balingen, grundat 1948, som tillverkar sportutrustning.
Uhlsport tillverkar utrustning för fotboll. Man har profilerat sig framgångsrikt med sina målvaktshandskar men har fullsortiment för fotboll. På handbollsmarknaden återfinns man under varumärket Kempa. 